# The Barnstompers
The Barnstompers sind eine niederländische Country- und Rockabilly-Band.

## Geschichte
Die Barnstompers wurden im September 1991 von Kees Stigter und Jeroen Haagedoorn gegründet, die vorher schon in anderen Gruppen gespielt hatten. Im Laufe der Jahre kamen dann die anderen Bandmitglieder hinzu, die Besetzung wechselte jedoch vor einigen Jahren. Ihre erste EP veröffentlichten sie 1993 bei Barn Records. In den letzten Jahren nahm die Popularität der Barnstompers enorm zu. Sie unternahmen bereits Tourneen mit Sid King, Sonny Fisher, Lew Williams und Charlie Thompson.
Sie sind Stammgäste auf dem Green Bay Rockabilly Festival und traten 2004 auf dem Viva Las Vegas Festival, dem größten Rockabilly-Festival der Welt, auf. 2006 gewannen sie bei den niederländischen Dutch Country Awards vier Preise. Ihre Tourneen führten sie bereits in viele Länder, unter anderem Deutschland, Dänemark, Schweiz, Belgien, Österreich, Frankreich und in die Vereinigten Staaten.

## Diskografie

### Singles
| Jahr | Titel                                                                                     | Plattenfirma           |
| ---- | ----------------------------------------------------------------------------------------- | ---------------------- |
| 1993 | EP Swingbilly - The Thingamajig - Dig That Ford - I’m A Ding Dong Daddy - Let Me Love You | Barn Records           |
| 1996 | What Am I Gonna Do / Waiting At The Station                                               | Barn Records           |
| 1997 | EP The Barnstompers - 49 Women - Big Dipper - Dig Boy Dig - Smelly’s Bounce               | Barn Records           |
| 2002 | What Am I Gonna Do / Waiting At The Station                                               | Western Rhythm Records |
| 2002 | Christmas Boogie / We Wanna See Santa Do The Mambo                                        | Western Rhythm Records |

### Alben
- 2000: Swingin’ Western Style
- 2002: Present Western Rhythm
- 2010: Move on In
- 2018: Showcase